# 雪梨鿳
雪梨鿳（學名：Kyphosus sydneyanus）又稱雪梨舵魚，為輻鰭魚綱日鱸目鿳科鿳屬的其中一種，傳統上屬於鱸形目。
本魚分布於西南太平洋區，包括澳洲、紐西蘭、諾福克島、豪勳爵島等海域，體長可達80公分，棲息在沿岸礁石區，以藻類為食，可做為食用魚。